# Кровяная колбаса

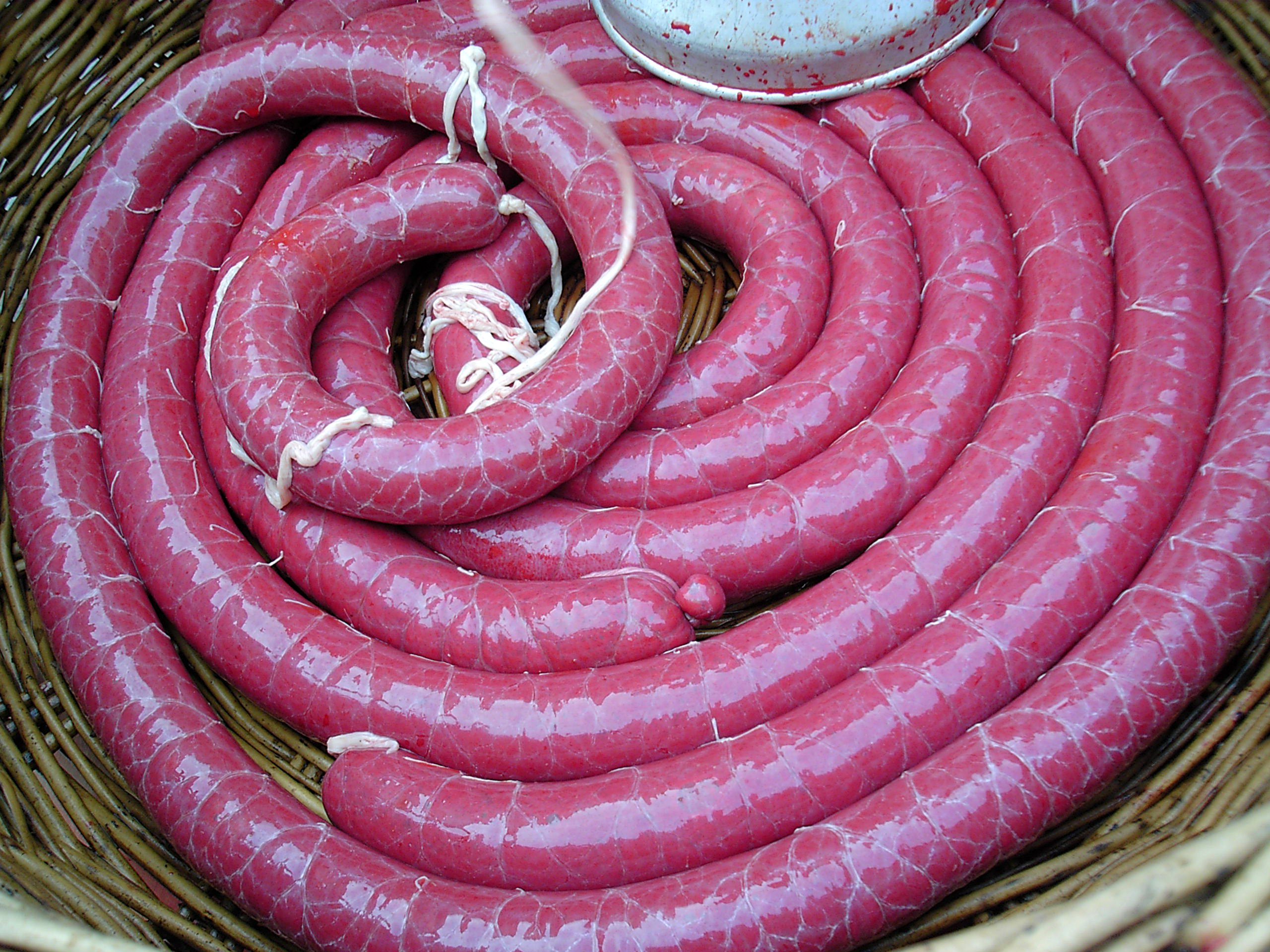
Кровяная колбаса перед началом копчения

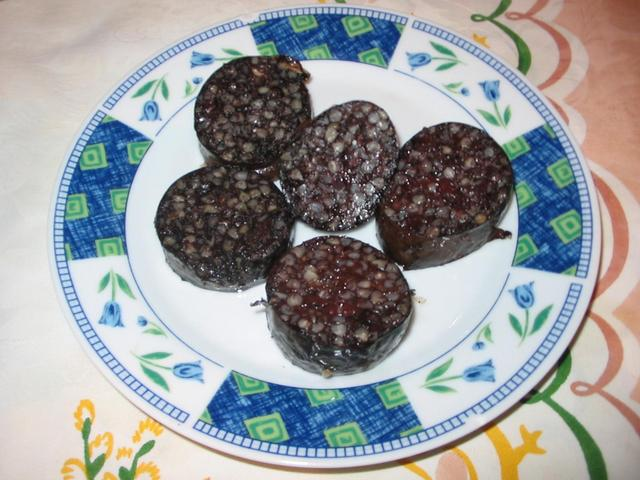
Украинская кровянка

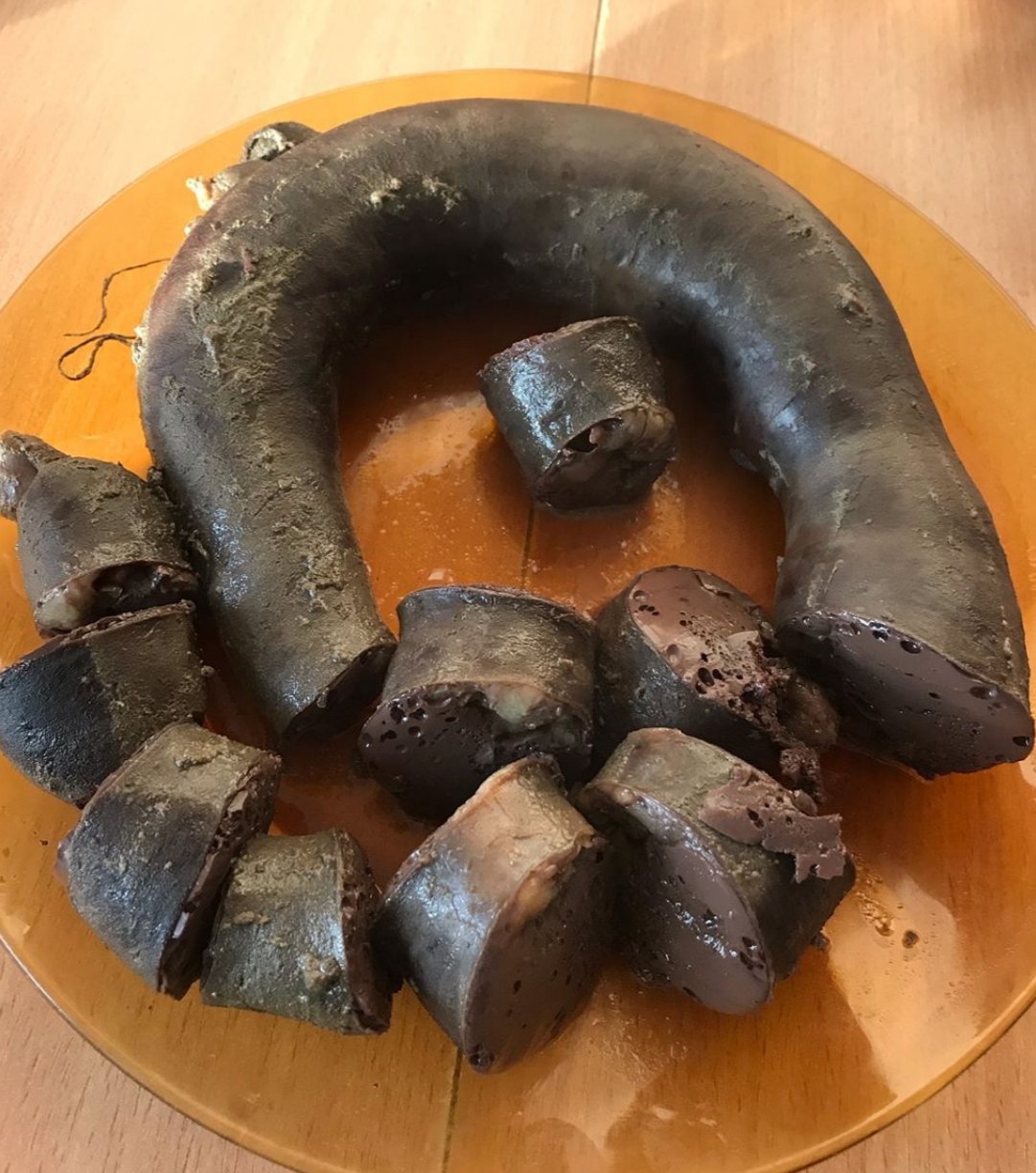
Кровяная колбаса, изготовленная в Бурятии, Россия

Кровяна́я колбаса́ (кровя́нка, чёрный пудинг) — вид колбасы, главным ингредиентом которой является бычья, телячья и/или свиная кровь, очищенная от фибрина (кусочков свернувшейся крови).
Для очищения вытекающую из только что убитого животного кровь взбивают метёлкой; очищенная кровь может долго сохраняться, а перед употреблением её процеживают сквозь мелкое сито.
Согласно древнегреческому комедиографу Менандру, лучшим поваром в Афинах слыл некий повар Афтеней, который и изобрёл кровяную колбасу.
Фарш для такой колбасы состоит из свиного мяса, шкурок или обрезков от других колбас, приправы; в ряде случаев также добавляется бычий, телячий или свиной язык. Кровяная колбаса в приготовлении непроста. При убое свиньи отделяют два важных компонента: кишки и кровь. Чтобы начинка приобрела более твёрдую консистенцию, добавляют различные ингредиенты. Причём у каждого кулинара свой рецепт: кто-то обходится салом и специями, кто-то кладёт варёную крупу, жареный лук, субпродукты, сложно найти два одинаковых рецепта.
На стол кровяная колбаса может подаваться как горячей, так и холодной.

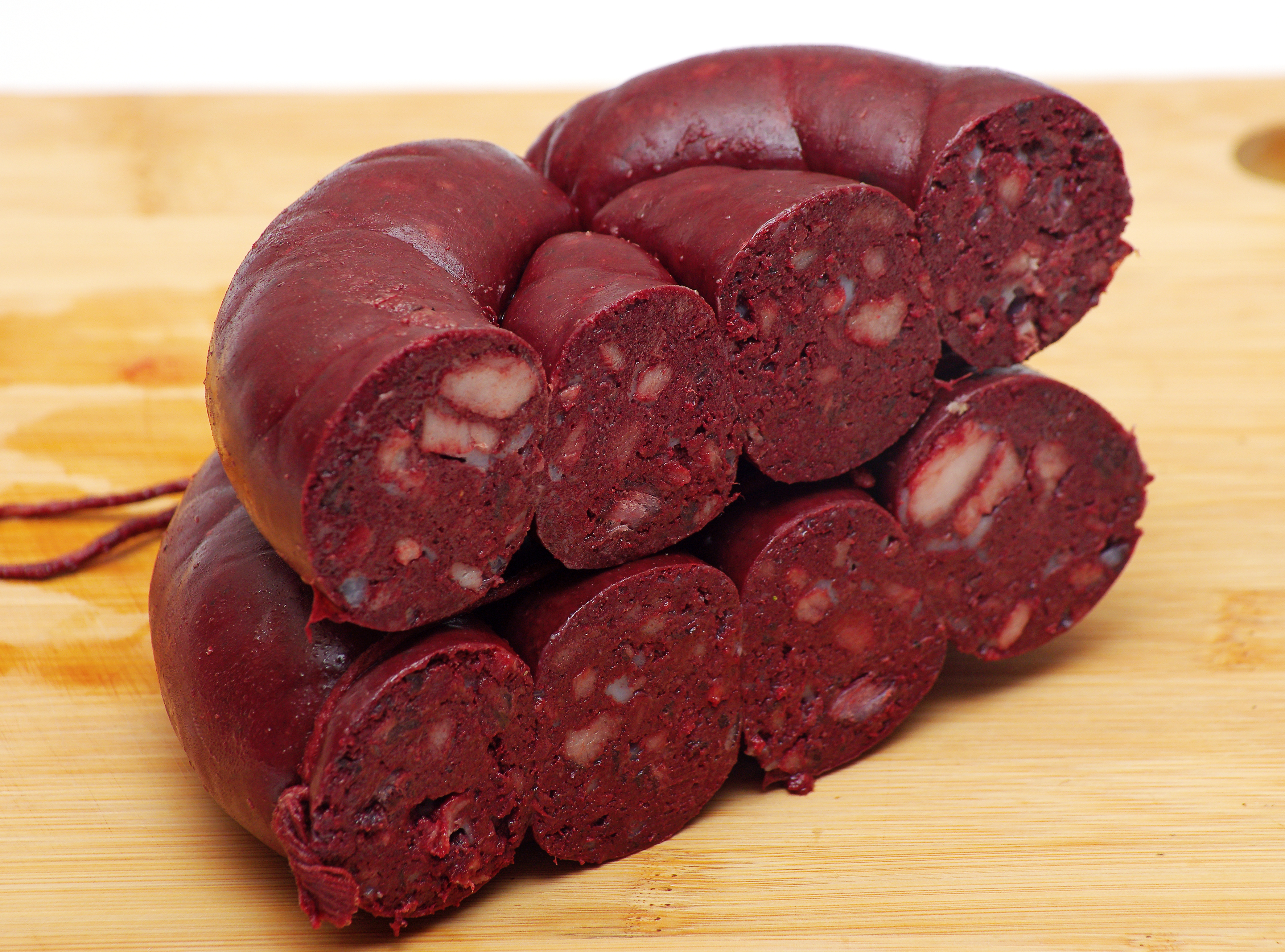
Кровяная колбаса

В действующей редакции постановления ЕС от 2010 года тюрингенская кровяная колбаса, имеющая защищённое наименование места происхождения товара, названа «королевой кровяных колбас».

## Позволительность употребления в пищу в религиозных законах
Употребление в пищу крови запрещает Шариат и иудейский канон. Бог запретил употребление в пищу крови (и мяса животного, из которого при забое не была выпущена кровь) сначала Ною (Быт. 9:4), затем Моисею и еврейскому народу (Лев. 3:17, Лев. 7:26, Лев. 7:14). В Новом завете в разделе «Деяния апостолов» запрет на употребление крови в пищу подтверждён: "Ибо угодно Святому Духу и нам не возлагать на вас никакого бремени более, кроме сего необходимого: воздерживаться от идоложертвенного и крови, и удавленины, и блуда, и не делать другим того, чего себе не хотите"  (Деян. 15:28, 29), таким образом, этот запрет вошёл и в христианское каноническое право, что было подтверждено и 63-м правилом святых апостолов и позднее 67-м правилом Трулльского собора.